# Schwobarock
Schwobarock (eingedeutscht Schwabenrock) ist eine Variante der Rockmusik mit Texten auf Schwäbisch oder in verwandten alemannischen Dialekten.

## Hintergrund
Schwobarock ist zunächst Rockmusik in der 'Sprache des normalen/einfachen Volkes' in Schwaben und Umgebung, was auch die ursprüngliche Zielgruppe des Schwobarock war. In vielen Fällen wird dabei kein 'breiter Dialekt' benutzt. Stattdessen wird häufig das sogenannte Honoratiorenschwäbisch verwendet, d. h. Satzbau und Vokabular lehnen sich mehr oder weniger stark an das Hochdeutsche an. Kaum Überschneidungen gibt es jedoch mit der Musik der schwäbisch-alemannischen Fastnacht. Die Texte des Schwabenrock sind von ernsthaft und sozialkritisch (z. B. Schwoißfuaß) bis humoristisch (Hank Häberle). In der schwäbisch-alemannischen Fastnacht dominieren die traditionelle Guggenmusik sowie Stimmungsmusik, die i. d. R. auf Hochdeutsch ist. Die Musik der Fasnacht ist stark davon geprägt, rhythmisch und tanzbar zu sein. Entsprechend wird Schwabenrock bei der Fasnacht auch kaum gespielt. Auch Künstler, deren Repertoire neben Rock z. T. auch andere Stilrichtungen umfasst, wie z. B. der Country-, Blues- und Rock-’n’-Roll-Sänger Hank Häberle werden zum Schwobarock gezählt.

## Geschichte
Rockmusik auf Schwäbisch erlangte erstmals ab 1975 Bekanntheit, als Wolle Kriwanek und Grachmusikoff bzw. Schwoißfuaß erste größere Erfolge feierten. Beide Gruppen bestimmten lange Zeit das öffentliche Bild dieser Musikrichtung. Im Zuge der zunehmenden Popularität des Schwobarock brachte die eigentlich auf englischsprachigen Bluesrock fokussierte Tübinger Band Black Cat Bone 1983 ebenfalls eine LP mit schwäbischen Texten heraus.
Nach großen Erfolgen auch über das schwäbische Sprachgebiet hinaus ging das Interesse im Laufe der 1980er Jahre etwas zurück. Anfang der 1990er Jahre gab es einen Aufschwung mit einer Reihe neuer Künstler und Bands. Während die ersten Bands des Schwabenrock häufig sozialkritische und alternative Texte hatten, schrieben neuere Akteure wie Hank Häberle, Markus und Komplizen(www.schwobarock.de) (früher AaSCHGLATT), Gonzo und Wurzelsepp humorvolle und freche Texte. Bands wie Pommfritz treten seit Anfang der 1980er Jahre durchgehend auf.
Das Land Baden-Württemberg startete 2023 eine Initiative zur Stärkung der heimischen Dialekte. Im Oktober 2024 gewann Markus Stricker, der kreative Kopf der Band Wendrsonn mit seinem Lied „Geile Zeit“ den Landespreis für Dialekt Baden-Württemberg in der Kategorie Lied/Musik, der vom Dachverband der Dialekte Baden-Württemberg (DDDBW) zusammen mit dem Ministerium für Wissenschaft, Forschung und Kunst Baden-Württemberg erstmalig ausgeschrieben wurde. Überreicht wurde der Preis vom Ministerpräsidenten des Landes Baden-Württemberg Winfried Kretschmann. In der Laudatio wurde Stricker als „überzeugender Botschafter der Mundart“ gewürdigt.

## Trends
Wirtschaftlich hat der Schwabenrock damit zu kämpfen, dass erstens das schwäbische Sprachgebiet begrenzt ist und zweitens die Verbreitung des Dialekts zurückgeht, gerade beim jüngeren städtischen Publikum. Jedoch profitieren sie vom starken Aufschwung des Schwäbischen in Kunst und Kultur allgemein, z. B. des schwäbischen Theaters oder der Fasnet. Auch im Radio und Fernsehen finden sich heute mehr schwäbische Sprachanteile als noch vor 1990, z. B. Dodokay oder Hannes und der Bürgermeister.
Dem Schwabenrock zuzurechnen sind neben einer Reihe von Freizeitbands, wie Rock & Rollinger, Odeng, Muggabatschr, das Drommeldar Trio, Brozzo und VON ENNA RAUS, auch professionelle Bands wie z. B. (AaSCHGLATT www.schwobarock.de) und Wendrsonn. 
In jüngster Zeit haben Künstler wie MC Bruddaal die Tradition der schwäbischen Rockmusik in moderner Form weiterentwickelt.